# Czarny szlak turystyczny kapliczka Świętej Barbary – góra Kamień Michniowski
 Czarny szlak turystyczny kapliczka Świętej Barbary – góra Kamień Michniowski – szlak turystyczny na terenie Gór Świętokrzyskich.

## Przebieg szlaku
| Odległość | Atrakcje                  | Punkt                            | Skrzyżowania szlaków |
| --------- | ------------------------- | -------------------------------- | -------------------- |
|           | kaplica                   | kapliczka Św. Barbary (Barbarka) |                      |
|           | rezerwat roślinny · skały | góra Kamień Michniowski          | Berezów – Suchedniów |

## Galeria

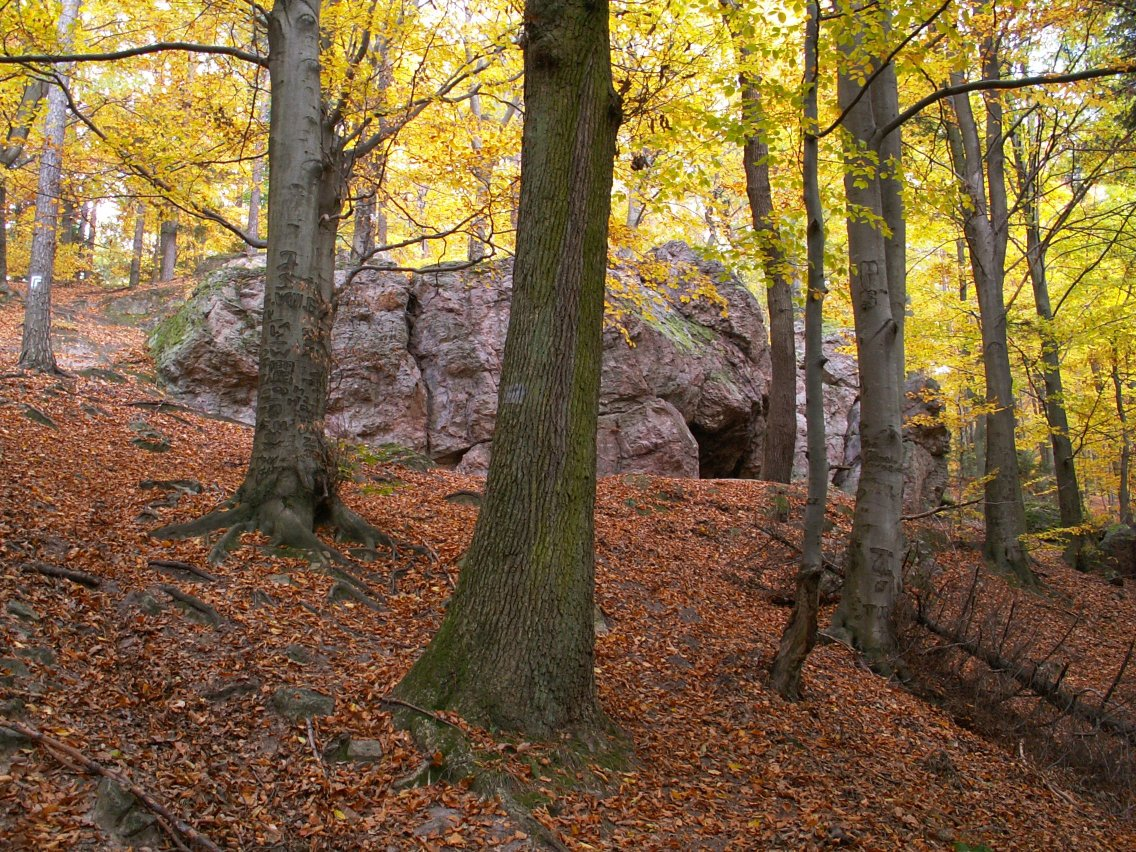
Rezerwat przyrody Kamień Michniowski
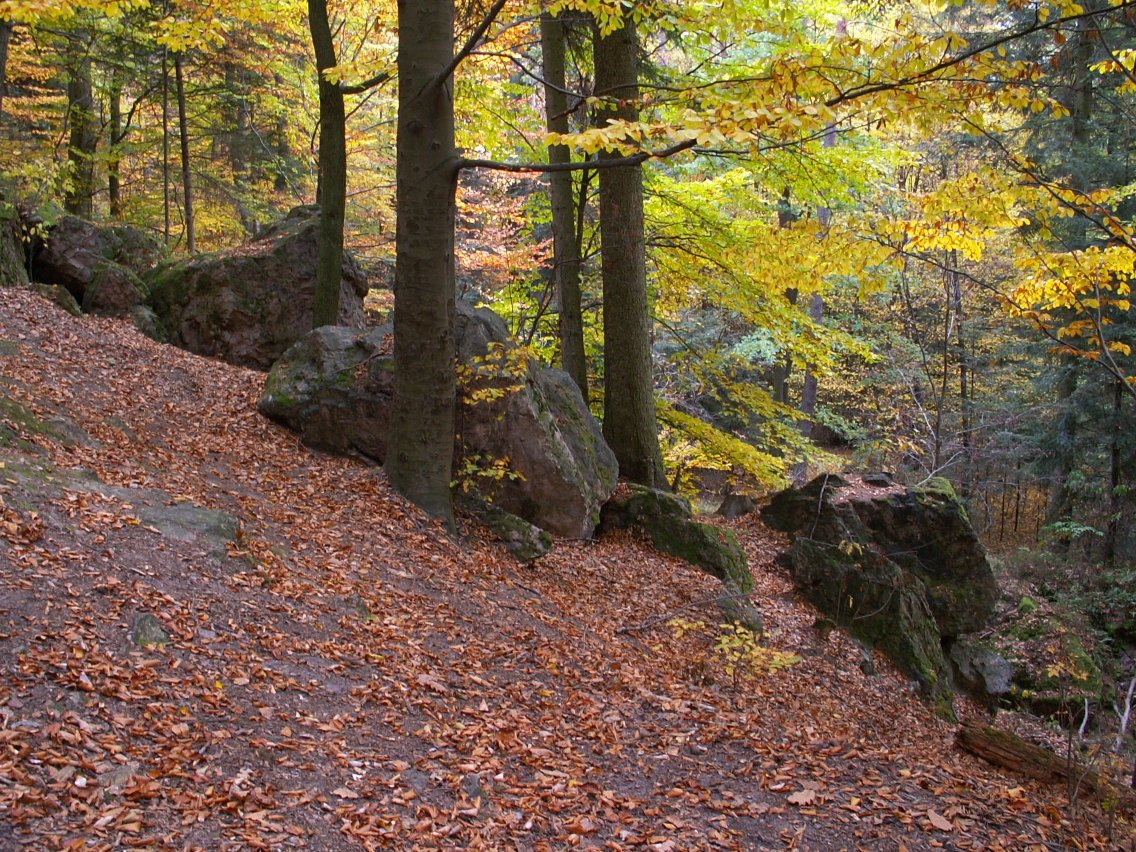
Rezerwat przyrody Kamień Michniowski